# Gaston Viaud
Pour les articles homonymes, voir Viaud.
Gaston Viaud (Nantes, 3 novembre 1899 - Strasbourg, 29 décembre 1961) est un psychologue français.

## Biographie
Élève de Halbwachs, Blondel et Pradines, il enseigne la philosophie à Strasbourg, puis se tourne vers la recherche psychophysiologique, mettant au point une méthode expérimentale à caractère statistique pour étudier le comportement tropistique  des animaux. Ses travaux portent, essentiellement, sur le phototropisme et le galvanotropisme animal, mais aussi sur le sommeil et l'audition. Docteur ès lettres (1938) et docteur ès sciences (1950), G.Viaud était maître de recherches au C.N.R.S. (1947) et titulaire de la chaire de psychophysiologie créée pour lui à l'université de Strasbourg.
Jusqu'à la fin de sa vie il anima le laboratoire de psychologie animale, organisé par ses soins, après la Libération, et dont la devise : « Des tropismes à l'intelligence », enferme tout son programme. Parmi ses nombreux ouvrages, citons : l'intelligence, son évolution et ses formes (1946), le Phototropisme ; aspects nouveaux de la question (1948), les Tropismes (1951), les Instincts (1958) et, en collaboration avec Charles Kayser et Marc Klein, un traité de psychophysiologie.